# Letterbox

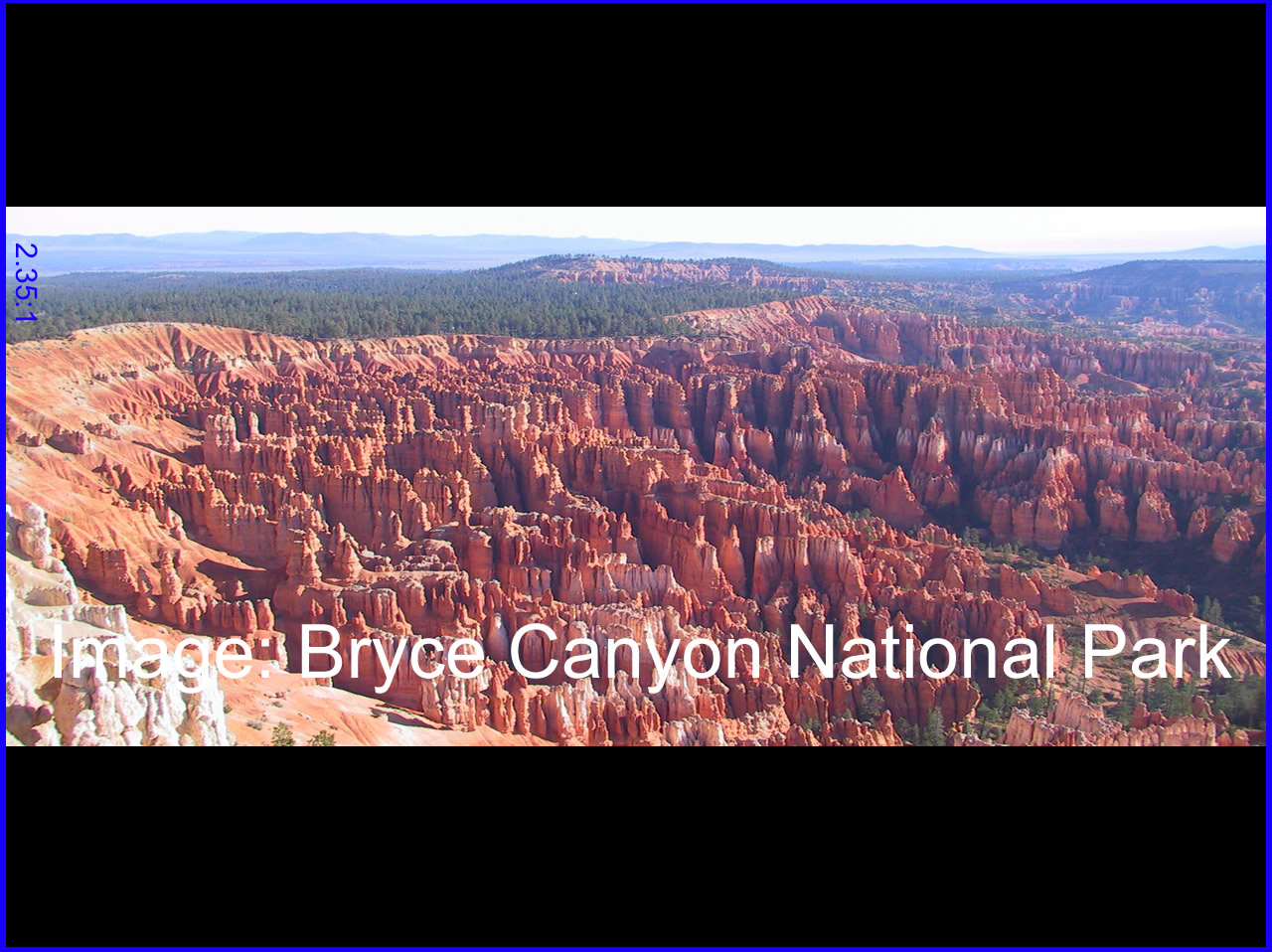
Przykład efektu letterbox

Letterbox – technika dostosowywania materiału wideo w panoramicznym formacie obrazu do użycia na ekranie o formacie standardowym. Efekt letterbox powstaje, gdy obraz ma większy stosunek szerokości do wysokości niż ekran, na którym jest on wyświetlany (zazwyczaj obraz 16:9 wyświetlany na ekranie 4:3). Technika ta polega na dodaniu poziomych czarnych pasów na górze i na dole kadru. Jej zaletą jest zachowanie oryginalnych proporcji i powierzchni kadru, bez zniekształcania i ucinania.